# Якзан ибн Абуль-Йакзан
Якзан ибн Абуль-Йакзан (араб. يقزان بن أبي يقزان‎; ум. 909) — последний имам ибадитов Магриба из династии Рустамидов в 906—909 годах.

## Биография
Был сыном Мухаммад Абуль-Йакзан ибн Афлаха, стал имамом ибадитов в 906 году, после того как был убит его брат Абу Хатим Йусуф. В период его правления государство было в анархии и междоусобицах, с которой новый правитель не смог справиться.
В 909 году войска Фатимидов под командованием военачальника Абу Абдуллы аш-Шии захватили и разрушили Тахарт и присоединили государство к владениям Фатимидов. По приказу Абу Абдуллы аш-Шии члены династии Рустамидов были перебиты, среди убитых возможно был сам последний имам.